# Om Yun-chol
Om Yun-chol (koreanisch 엄윤철; * 18. November 1991, Provinz Hamgyŏng-pukto) ist ein nordkoreanischer Gewichtheber. Er wurde 2012 Olympiasieger und 2013, 2014 und 2015  Weltmeister im Bantamgewicht.

## Werdegang
Der 1,52 Meter große Sportler startet in der Bantamgewichtsklasse, die ihr Gewichtslimit bei 56 kg hat. Er erschien erstmals im Juni 2011 auf einer internationalen Meisterschaft, als er in Penang an der Junioren-Weltmeisterschaft teilnahm. Im Bantamgewicht kam er dabei im Zweikampf auf 271 kg (115–156) und belegte damit den 4. Platz. Herausragend war dabei seine Leistung im Stoßen, wo er mit den von ihm geschafften 156 kg den Junioren-Weltmeistertitel errang. Im November 2011 nahm er dann auch bei der Weltmeisterschaft der Senioren in Paris teil. Er war dort aber in keiner guten Form. Er schaffte dort im Zweikampf mit nur jeweils einem gültigen Versuch im Reißen und Stoßen 267 kg (115–152) und landete auf dem 6. Platz. Er hatte dabei noch Glück, dass er im Stoßen nach zwei ungültigen Versuchen mit 152 kg diese Last im dritten Versuch gerade noch schaffte.
Sehr gut vorbereitet erschien Om Yun-Chol bei den Olympischen Spielen 2012 in London. Er erzielte dort im Zweikampf 293 kg (125–168) und wurde damit Olympiasieger vor dem Chinesen Wu Jingbiao, der 289 kg (133–156) und dem Aserbaidschaner Valentin Xristov, der 286 kg (127–159) erreichte. Ausschlaggebend für seinen Olympiasieg war seine hervorragende Leistung im Stoßen, wo er mit 168 kg den Weltrekord von Halil Mutlu einstellte.
Im Juni 2013 siegte Om Yun-Chol bei der Asienmeisterschaft in Astana. Er erreichte dabei im Bantamgewicht 286 kg (126–160). Er verwies damit die beiden Vietnamesen Thạch Kim Tuấn, 281 kg (125–156) und Trần Lê Quốc Toàn, 275 kg (120–155) auf die Plätze. Einen Monat vor der Weltmeisterschaft erzielte er im September 2013 beim Asia-Cup (Interclub-Weightliftign-Championships) in Pyoengyang bei seinem Sieg im Zweikampf 289 kg (120–169) und verbesserte dabei im Stoßen den Weltrekord von Halil Mutlu um 1 kg. Bei der Weltmeisterschaft 2013 in Wrocław schaffte er im Zweikampf 289 kg (127–162) und wurde Weltmeister vor Long Qingquan, China, 287 kg (130–157) und Thach Kim Tuan, 283 kg (126–157). Nach seinem ersten Versuch im Stoßen mit 162 kg versuchte er in seinem zweiten Versuch seinen eigenen Weltrekord auf 170 kg zu verbessern. Er verletzte sich dabei allerdings beim Ausstoß und konnte einen dritten Versuch nicht mehr unternehmen.
Im September 2014 wurde Om Yun-Chol Sieger bei den Asienspielen in Incheon. Er erzielte dabei im Zweikampf 298 kg (128–170). Dabei stellte er im Zweikampf einen neuen Asienrekord auf und erzielte mit 170 kg einen neuen Weltrekord im Stoßen. Bei der Weltmeisterschaft 2014 in Almaty gelang es Om Yun-chol erneut Weltmeister im Zweikampf und im Stoßen zu werden. Er erzielte dabei im Zweikampf 296 kg (128–168) und musste hart kämpfen, um den sich immer weiter steigernden Junioren-Weltmeister von 2014 Thạch Kim Tuấn aus Vietnam, der im Zweikampf ebenfalls auf 296 kg (135–161) zu schlagen. Letztlich siegte er nur, weil er 40 Gramm leichter war als der Vietnamese. Bewundernswert war aber, wie sie Om Yun-chol nach Fehlversuchen in den entscheidenden dritten Versuchen im Reißen und Stoßen steigern konnte.
Auch 2015 wurde er in Houston wieder Weltmeister im Zweikampf. Er erreichte 302 kg (131–171). Sein chinesischer Konkurrent Wu Jingbiao verlangte ihm jedoch alles ab. Wu Jingbiao erzielte im Reißen mit 139 kg einen neuen Weltrekord. Om Yun-chol kam in dieser Disziplin auf 131 kg und lag damit mit 8 kg im Rückstand. Im Stoßen schaffte er es aber wiederum diesen Rückstand aufzuholen, indem er 171 kg stieß und im Zweikampf mit Wu gleichzog, der im Stoßen 163 kg erzielte. Da Om etwas leichter war als Wu, wurde er erneut Zweikampf-Weltmeister.

## Internationale Erfolge
| Jahr | Platz | Wettbewerb                                                     | Gewichtsklasse | Ergebnisse |
| 2011 | 4.    | Junioren-WM (U 20) in Penang                                   | Bantam         | mit 271 kg (115–156); Sieger: Li Fabin, China, 275 kg (124–151)                                                      |
| 2011 | 6.    | WM in Paris                                                    | Bantam         | mit 267 kg (115–152); Sieger: Wu Jingbiao, China, 292 kg (133–159) vor Zhao Chaojun, China, 284 kg (128–156)         |
| 2012 | Gold  | OS in London                                                   | Bantam         | mit 293 kg (125–168), vor Wu Jingbiao, 289 kg (133–156) und Valentin Xristov, Aserbaidschan, 286 kg (127–159)        |
| 2013 | 1.    | Asienmeisterschaft in Astana                                   | Bantam         | mit 286 kg (126–160), vor Thach Kim Tuan, Vietnam, 281 kg (125–156) und Tran Le Quoc Toan, Vietnam, 275 kg (120–155) |
| 2013 | 1.    | Asia-Cup (Interclub-Weightlifting-Championships) in Pyoengyang | Bantam         | mit 289 kg (120–169), vor Go Suk-kyo, Südkorea, 252 kg (110–142) und Dong Ya Wei, China, 250 kg (109–141)            |
| 2013 | 1.    | WM in Wrocław                                                  | Bantam         | mit 289 kg (127–162), vor Long Qingquan, China, 287 kg (130–157) und Thach Kim Tuan, 283 kg (126–157)                |
| 2014 | 1.    | Asienspiele in Incheon                                         | Bantam         | mit 298 kg (128–170), vor Thach Kim Tuan, 294 kg (134–160) und Wu Jingbiao, 288 kg (133–155)                         |
| 2014 | 1.    | WM in Almaty                                                   | Bantam         | mit 296 kg (128–168), vor Thach Kim Tuan, 296 kg (135–161) und Long Qingquan, 293 kg (133–160)                       |
| 2015 | 1.    | WM in Houston                                                  | Bantam         | mit 302 kg (131–171), vor Wu Jingbiao, 302 kg (139–163) und Thach Kim Tuan, 287 kg (130–157)                         |

## WM-Einzelmedaillen
- WM-Goldmedaillen: 2013/Stoßen – 2014/Stoßen – 2015/Stoßen
- WM-Silbermedaillen: 2013/Reißen
- WM-Bronzemedaillen: 2015/Reißen

Erläuterungen
- alle Wettkämpfe im Zweikampf, bestehend aus Reißen und Stoßen
- OS = Olympische Spiele, WM = Weltmeisterschaft
- Bantamgewicht, Gewichtsklasse bis 56 kg Körpergewicht